# Bierné-les-Villages
Bierné-les-Villages es una comuna nueva francesa situada en el departamento de Mayenne, de la región de Países del Loira.

## Historia
Fue creada el 1 de enero de 2019, en aplicación de una resolución del prefecto de Mayenne de 14 de noviembre de 2018 con la unión de las comunas de Argenton-Notre-Dame, Bierné, Saint-Laurent-des-Mortiers y Saint-Michel-de-Feins, pasando a estar el ayuntamiento en la antigua comuna de Bierné.

## Demografía
Según los datos aportados en la resolución del prefecto de Mayenne, la comuna se crea con 1293 habitantes.

## Composición
| Comuna fusionada           | Código INSEE | Población (2016) | Superficie (km²) | Densidad (hab./km²) |
| -------------------------- | ------------ | ---------------- | ---------------- | ------------------- |
| Argenton-Notre-Dame        | 53006        | 210              | 6.77             | 31                  |
| Bierné                     | 53029        | 679              | 24.15            | 28                  |
| Saint-Laurent-des-Mortiers | 53231        | 184              | 10.06            | 18                  |
| Saint-Michel-de-Feins      | 53241        | 181              | 6.75             | 27                  |